# Stazione di Centocelle
La stazione di Centocelle è una stazione ferroviaria al servizio dell'omonimo quartiere romano posta lungo la ferrovia Roma-Giardinetti (ex Pantano-Fiuggi-Frosinone).

## Storia

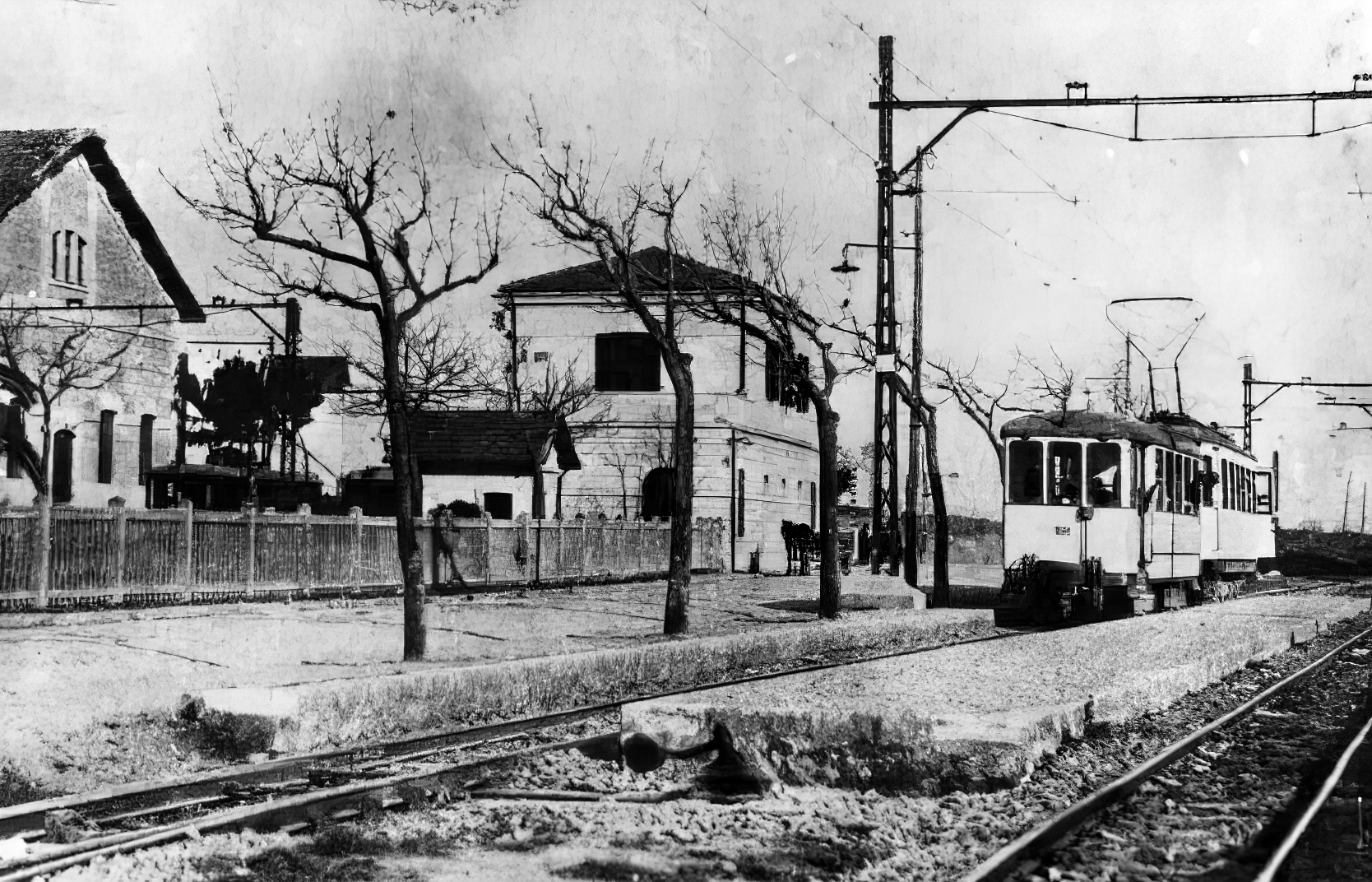
Veduta della stazione dalla via Casilina con il nuovo fascio binari nel 1928

La stazione, originariamente composta solamente dell'area del vecchio impianto, venne costruita nelle immediate vicinanze dell'aeroporto omonimo e venne inaugurata contestualmente all'apertura del tronco Roma-Genazzano il 2 giugno 1916 della ferrovia Roma-Fiuggi-Alatri-Frosinone.
Il 27 dicembre 1926 venne attivato il nuovo piazzale esterno sul lato della via Casilina, propedeutico all'inaugurazione, avvenuta il 28 aprile 1927 successivo, della diramazione per Piazza dei Mirti, in servizio da quell'anno fino al 15 maggio 1982, giorno della sua soppressione. Dopo la sua chiusura il tracciato venne limitato all'incrocio tra via delle Camelie e via Tor de' Schiavi e viene utilizzato saltuariamente come asta di manovra.
Nel 1973 il vecchio impianto venne sostituito da una nuova stazione, costituita come ampliamento dei precedenti due binari dedicati alla diramazione per Piazza dei Mirti, posta più verso il parco omonimo.
Nel 2008 l'ultimo tratto della Roma-Fiuggi-Alatri-Frosinone, il tracciato da Giardinetti a Pantano, già chiusa in precedenza per lavori di raddoppio da Grotte Celoni a Pantano dal 1996 al 1º marzo 2006, viene definitivamente chiusa all'esercizio e verrà riutilizzata due anni dopo per la linea C della metropolitana di Roma. Dal 3 agosto 2015 la stazione è divenuta capolinea temporaneo.

## Strutture e impianti

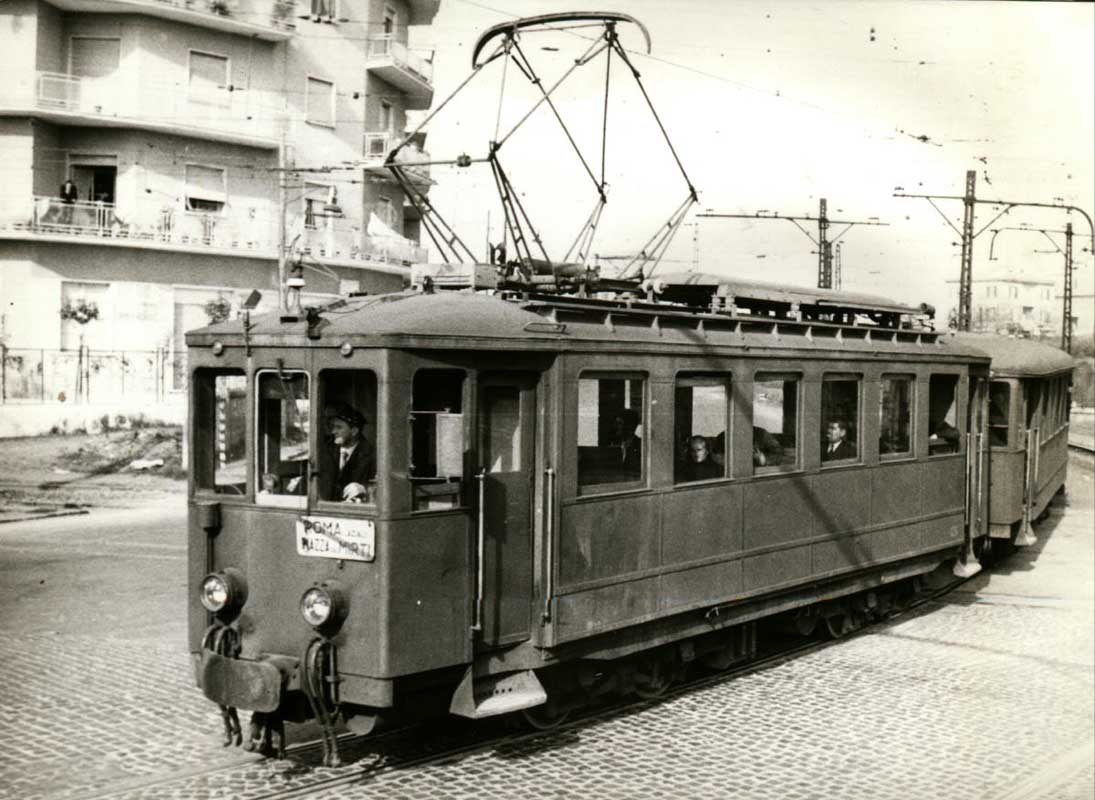
Convoglio da Piazza dei Mirti in entrata nel piazzale della vecchia stazione

La stazione si può suddividere in 4 aree: fascio nuovo del 1927 adibito al servizio viaggiatori, vecchia stazione, officine e deposito.

### Fascio binari del 1927
Il piazzale è composto da 3 banchine che servono due binari ciascuno, in modo da gestire meglio il servizio urbano. Ad ovest della stazione è presente una piccola area con ruderi di edifici risalenti ai tempi dell'antica Roma. Su questa si possono riconoscere infatti diversi muri antichi dell'epoca.
In precedenza vi era un raccordo lato Fiuggi tra la vecchia stazione e la nuova, in seguito smantellato, mentre è rimasto in servizio quello lato Roma subito dopo l'uscita dalle banchine.

### Stazione originaria

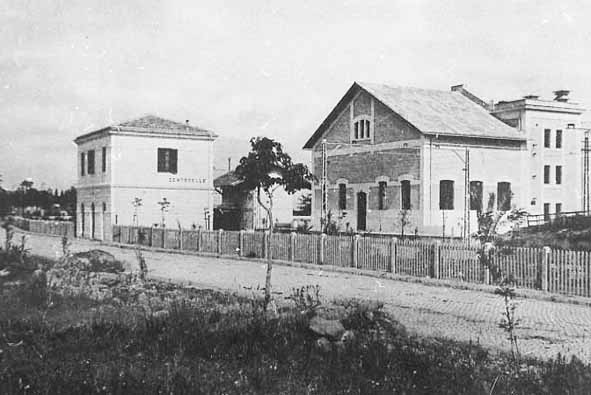
La vecchia stazione in una cartolina d'epoca

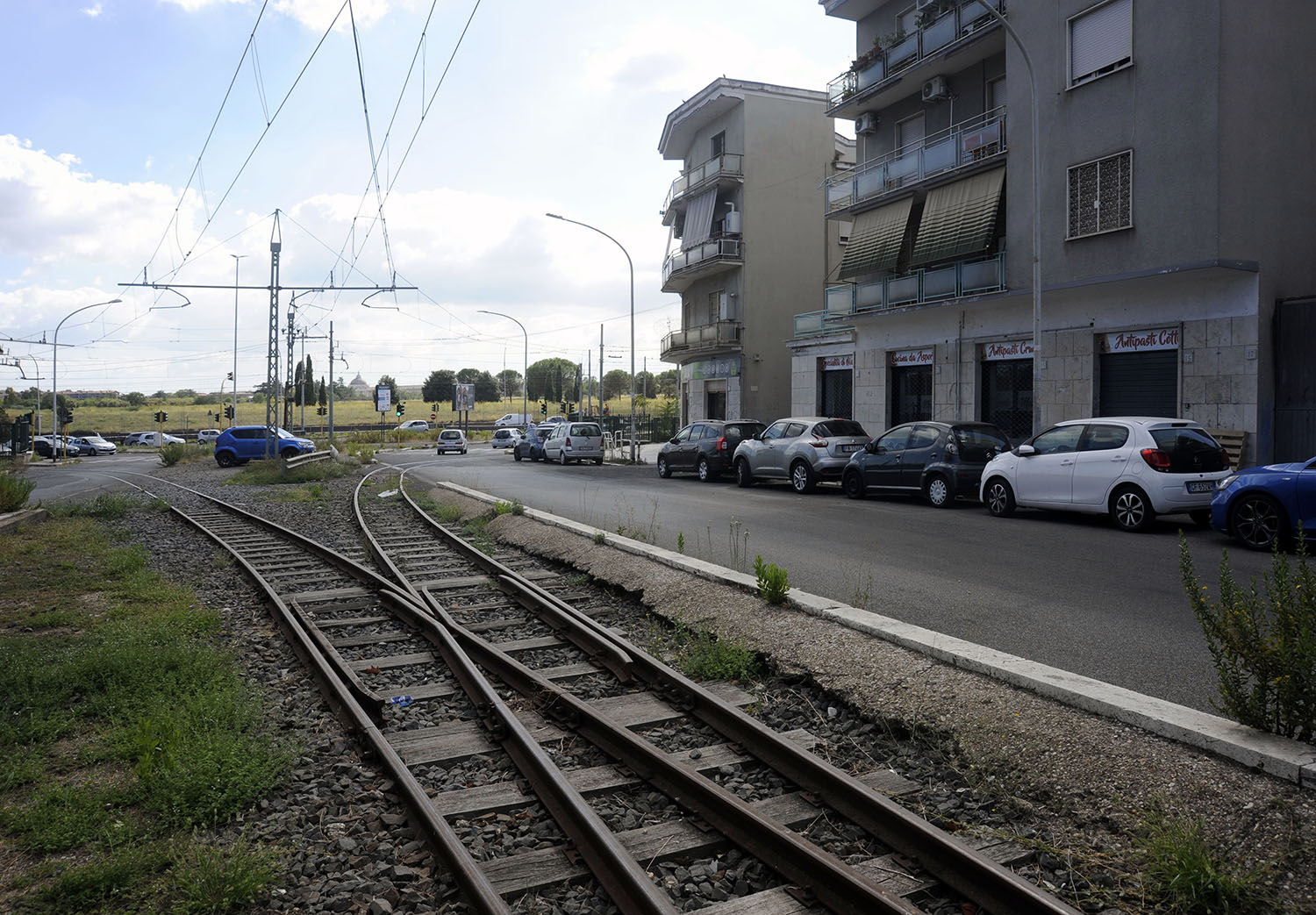
Ex binario pari da piazza dei Mirti, poi utilizzato come asta di manovra

Vi è inoltre tutta un'area situata a nord dell'intero impianto non aperta al pubblico e adibita al solo servizio interno.
La vecchia stazione è situata pochi metri ad est, in direzione Giardinetti, composta da un fabbricato viaggiatori, un fabbricato per i servizi igienici e da tre banchine che servono i relativi tre binari; con i lavori di ammodernamento che hanno poi dato vita al nuovo impianto, è stato costruito accanto al vecchio fabbricato viaggiatori lato Fiuggi un edificio di controllo per il nuovo piazzale centralizzato, all'interno del quale venne collocato un apparato centrale elettrico a itinerari tipo UR della C.I. Westinghouse, assemblato con materiale già utilizzato della ferrovia Roma-Lido. Oltre a questi tre binari ve ne è un altro sprovvisto di marciapiede. I binari della stazione sono esclusivamente utilizzati, essendo essa priva di traffico viaggiatori, per il movimento dei vari rotabili prodotto dalle officine e dal deposito situati uno a sinistra e l'altro a destra del fabbricato viaggiatori. In passato disponeva in un piccolo scalo merci composto da un magazzino, un binario di raccordo e di un piano caricatore.
Dal 1927 fino al 1982 dal vecchio impianto si diramava una breve linea a doppio binario per la fermata terminale di Piazza dei Mirti. In seguito alla soppressione la tratta venne smantellata e lasciata integra, compresa di elettrificazione, fino all'incrocio tra via delle Camelie e via Tor de' Schiavi per utilizzo come asta di manovra.
Di fronte al fabbricato viaggiatori è presente anche l'unica sottostazione elettrica superstite delle 8 originarie. Essa viene alimentata dalla rete ENEL a circa 7 kV che trasforma, per mezzo di raddrizzatori allo stato solido, nella tensione della ferrovia ossia di 1650 V in corrente continua e che distribuisce tramite tre linee, una per il tracciato lato Roma, un'altra per quello fino a Giardinetti e l'ultima per il piazzale dell'impianto.

### Officine e deposito

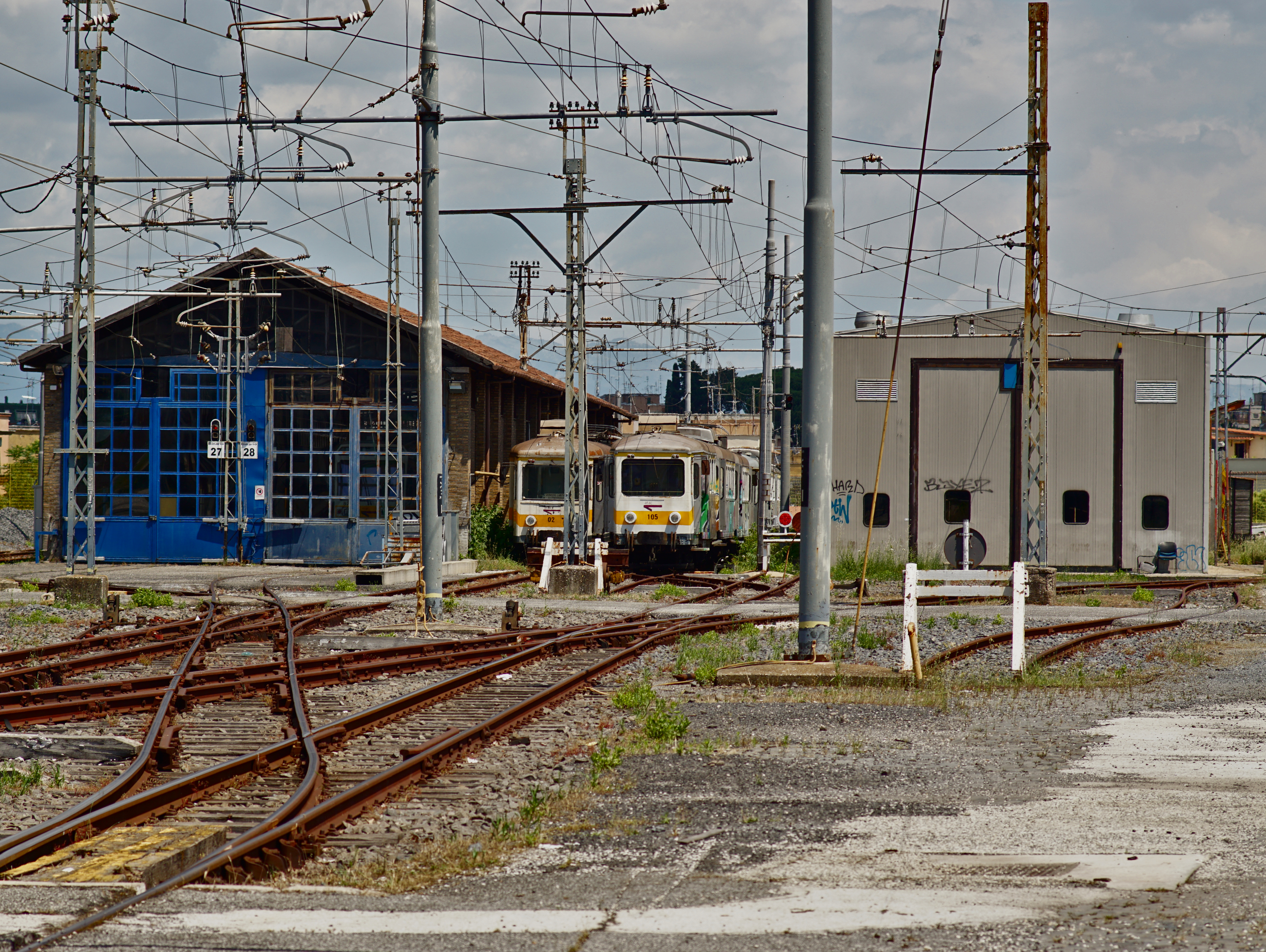
Il deposito di Centocelle

Il deposito, aperto intorno al 1916 e posto alla progressiva chilometrica 6+059 da Roma Laziali, ospita tutti i rotabili in dotazione alla linea oltre ad alcuni rotabili storici originari della STEFER come ad esempio tre carri merci (tra cui un carro chiuso usato ogni anno come "carro-presepe". Nel periodo natalizio esso viene trasportato dal deposito al capolinea di Roma Laziali e lì esposto), automotrici diesel da lavori, carrelli ed anche altre automotrici della linea. Fino al dicembre del 2000 nel deposito erano presenti inoltre anche numerosi rotabili dismessi e demolendi utilizzati in precedenza per il servizio extraurbano sulla linea, come ad esempio i complessi motrice e rimorchio delle serie 460 e 470, gli elettrotreni serie 800 e numerosi rimorchi. In particolare erano presenti due locomotori usati per manovre all'interno dello scalo o per eventuali soccorsi lungo linea, erano la motrice 434 per il servizio extraurbano e il locomotore 4; entrambi nel 2006 sono stati prelevati insieme ad altri rotabili per poi essere posizionati definitivamente sul binario 1 della stazione di Colonna per l'esposizione permanente a fini museali.
Nell'area è anche presente l'impianto di lavaggio dei convogli e uno spazio riservato all'assemblaggio dell'armamento, dove è presente anche la rampa per l'immissione in linea del materiale rotabile.
Tutta quest'area è gemellata con le rimesse, poste nella radice ovest della stazione dove si effettua la manutenzione e riparazione dei rotabili ferroviari. I reparti si suddividono in elettrico ed elettronico, meccanica, motori, verniceria e magazzino ricambi. L'edificio dispone di 6 binari, quattro dei quali dotati di fossa d'ispezione, in grado di ospitare altrettanti treni.

## Movimento
Il traffico che influenza Centocelle è esclusivamente viaggiatori e viene espletato da ATAC. Il servizio sulla linea dura dalle 5:30 alle 23:00.

## Interscambi
- Fermata autobus
- Fermata metropolitana (Parco di Centocelle, linea C)

### Fonti a stampa
- Vittorio Formigari e Piero Muscolino, Tram e filobus a Roma. Storia dalle origini, Calosci, 1999.
- Vittorio Formigari e Piero Muscolino, Le tramvie del Lazio: storia dalle origini, Calosci, 2004.
- Rita Volpe, Centocelle: Roma SDO le indagini archeologiche, Rubbettino, 2004.
- Stefania Ficacci, Tor Pignattara: fascismo e Resistenza di un quartiere romano, Milano, FrancoAngeli, 2007.
- Fondazione Ferrovia Museo Stazione di Colonna ex linea Roma-Fiuggi, Collana di quaderni Roma-Fiuggi-Frosinone, storia di una ferrovia: Descrizione della linea parte prima, da Roma a Genazzano, Calosci Cortona, 2011, ISBN 978-88-7785-265-6.

### Fonti web
- Pasquale Aiello e Antonio De Carolis, La stazione di Centocelle, su pasqualeaiello.it. URL consultato il 13 ottobre 2021.
- Mauro di Pietrantonio, Ferrovia Roma-Fiuggi-Alatri-Frosinone - Il tracciato, su tramroma.com. URL consultato il 13 ottobre 2021.
- Pasqualino Dadderio, Il deposito officina Met.Ro. di Centocelle, su tramroma.com. URL consultato il 13 ottobre 2021.
- Pasqualino Dadderio, La diramazione Centocelle-piazza dei Mirti, su tramroma.com. URL consultato il 13 ottobre 2021.
- Omar Cugini, Il deposito di Centocelle e la SSE, su ilmondodeitreni.it. URL consultato il 13 ottobre 2021.